# 長嶺 (熊本市)
長嶺（ながみね）は、熊本市東区にある地域名。

## 概要
旧託麻村。住居表示上では長嶺西、長嶺東、長嶺南の3つに分かれている。南部は月出、小峯、戸島西等とのかかわりが強い。(また、この地区も長嶺地域とされる場合が多い)

## 周辺
- シュロアモール長嶺
- 熊本赤十字病院
- 市営長嶺団地
- 熊本市身体障がい者福祉センター
- 託麻まちづくりセンター託麻総合出張所
- 長嶺小学校
- 熊本工業専門学校
- 西日本病院
- 熊本県立大学

## 交通
現在鉄道は通っていないが、バス路線が豊富である。なお長嶺団地バス停は複数の乗り場があり、県立大通り・女子大通り経由の帯山線・島崎保田窪線・健軍長嶺線は長嶺団地内の回転場から、国体道路経由の渡鹿長嶺線・東西線・熊本駅長嶺線は国体道路側のバス停で乗降扱いを行う。
- 都市バス
  - H3-1 - H3-4：帯山線（桜町バスターミナル - 県庁西門 - 長嶺団地・小峯営業所・託麻南）
  - H1-1・H2-1・W1-1・W2-1：島崎保田窪線（荒尾橋 - 桜町バスターミナル - 熊高正門前・水前寺駅前 - 長嶺団地・小峯営業所）
  - G1-2・G1-5：東西線（熊本駅 - 桜町バスターミナル - トラックターミナル・免許センター）
  - G1-4：渡鹿長嶺線（桜町バスターミナル - 警察学校 - 長嶺小学校）
  - G1-6：熊本駅長嶺線（熊本駅 - 警察学校 - 長嶺小学校） - 通町筋・桜町BT非経由
  - Y1-1：健軍長嶺線（長嶺団地 - 健軍電停・若葉校）